# Montreal West
Montreal West (Montréal-Ouest in francese) è un comune del Canada, situato nella provincia del Québec, nella regione di Montréal.